# Bernard Talvard
Bernard Gérard Talvard (Melun, 1947. október 8. –) világbajnok, olimpiai bronzérmes francia tőrvívó.